# Municipio de Ponce de Leon
El municipio de Ponce de Leon (en inglés: Ponce de Leon Township) es un municipio ubicado en el condado de Stone en el estado estadounidense de Misuri. En el año 2010 tenía una población de 602 habitantes y una densidad poblacional de 10,58 personas por km².

## Geografía
El municipio de Ponce de Leon se encuentra ubicado en las coordenadas 36°53′38″N 93°22′29″O / 36.89389, -93.37472. Según la Oficina del Censo de los Estados Unidos, el municipio tiene una superficie total de 56.91 km², de la cual 56,47 km² corresponden a tierra firme y (0,77 %) 0,44 km² es agua.

## Demografía
Según el censo de 2010, había 602 personas residiendo en el municipio de Ponce de Leon. La densidad de población era de 10,58 hab./km². De los 602 habitantes, el municipio de Ponce de Leon estaba compuesto por el 96,35 % blancos, el 0,5 % eran afroamericanos, el 0,33 % eran de otras razas y el 2,82 % eran de una mezcla de razas. Del total de la población el 2,49 % eran hispanos o latinos de cualquier raza.